# Lilltjärnen (Frostvikens socken, Jämtland, 712937-143825)
Lilltjärnen är en sjö i Strömsunds kommun i Jämtland och ingår i Ångermanälvens huvudavrinningsområde. Lilltjärnen ligger i Gråberget-Hotagsfjällen Natura 2000-område.